# Campionati europei di hockey su pista 1979
I Campionati Europei 1979 furono la 34ª edizione dei campionati europei di hockey su pista; la manifestazione venne disputata in Spagna a Barcellona dal 17 al 24 novembre 1979.

La competizione fu organizzata dalla Fédération Internationale de Roller Sports.

Il torneo fu vinto dalla nazionale spagnola per la 6ª volta nella sua storia.

## Città ospitanti e impianti sportivi
| CITTÀ      | IMPIANTO        | CAPIENZA |
| Barcellona | Palau Blaugrana | 5.696    |

## Svolgimento del torneo

### Risultati
| Barcellona novembre 1979 | Belgio | 10 – 1 | Francia | Palau Blaugrana |

| Barcellona novembre 1979 | Belgio | 0 – 4 | Germania Ovest | Palau Blaugrana |

| Barcellona novembre 1979 | Belgio | 5 – 2 | Inghilterra | Palau Blaugrana |

| Barcellona novembre 1979 | Belgio | 0 – 8 | Italia | Palau Blaugrana |

| Barcellona novembre 1979 | Belgio | 1 – 3 | Paesi Bassi | Palau Blaugrana |

| Barcellona novembre 1979 | Belgio | 1 – 6 | Portogallo | Palau Blaugrana |

| Barcellona novembre 1979 | Belgio | 0 – 7 | Spagna | Palau Blaugrana |

| Barcellona novembre 1979 | Belgio | 1 – 7 | Svizzera | Palau Blaugrana |

| Barcellona novembre 1979 | Francia | 2 – 2 | Germania Ovest | Palau Blaugrana |

| Barcellona novembre 1979 | Francia | 9 – 3 | Inghilterra | Palau Blaugrana |

| Barcellona novembre 1979 | Francia | 0 – 6 | Italia | Palau Blaugrana |

| Barcellona novembre 1979 | Francia | 2 – 7 | Paesi Bassi | Palau Blaugrana |

| Barcellona novembre 1979 | Francia | 1 – 8 | Portogallo | Palau Blaugrana |

| Barcellona novembre 1979 | Francia | 3 – 5 | Spagna | Palau Blaugrana |

| Barcellona novembre 1979 | Francia | 1 – 1 | Svizzera | Palau Blaugrana |

| Barcellona novembre 1979 | Germania Ovest | 6 – 1 | Inghilterra | Palau Blaugrana |

| Barcellona novembre 1979 | Germania Ovest | 3 – 3 | Italia | Palau Blaugrana |

| Barcellona novembre 1979 | Germania Ovest | 4 – 6 | Paesi Bassi | Palau Blaugrana |

| Barcellona novembre 1979 | Germania Ovest | 1 – 6 | Portogallo | Palau Blaugrana |

| Barcellona novembre 1979 | Germania Ovest | 4 – 7 | Spagna | Palau Blaugrana |

| Barcellona novembre 1979 | Germania Ovest | 1 – 1 | Svizzera | Palau Blaugrana |

| Barcellona novembre 1979 | Inghilterra | 1 – 6 | Italia | Palau Blaugrana |

| Barcellona novembre 1979 | Inghilterra | 1 – 2 | Paesi Bassi | Palau Blaugrana |

| Barcellona novembre 1979 | Inghilterra | 1 – 11 | Portogallo | Palau Blaugrana |

| Barcellona novembre 1979 | Inghilterra | 1 – 2 | Spagna | Palau Blaugrana |

| Barcellona novembre 1979 | Inghilterra | 1 – 11 | Svizzera | Palau Blaugrana |

| Barcellona novembre 1979 | Italia | 2 – 1 | Paesi Bassi | Palau Blaugrana |

| Barcellona novembre 1979 | Italia | 2 – 4 | Portogallo | Palau Blaugrana |

| Barcellona novembre 1979 | Italia | 1 – 3 | Spagna | Palau Blaugrana |

| Barcellona novembre 1979 | Italia | 2 – 0 | Svizzera | Palau Blaugrana |

| Barcellona novembre 1979 | Paesi Bassi | 1 – 4 | Portogallo | Palau Blaugrana |

| Barcellona novembre 1979 | Paesi Bassi | 1 – 5 | Spagna | Palau Blaugrana |

| Barcellona novembre 1979 | Paesi Bassi | 5 – 3 | Svizzera | Palau Blaugrana |

| Barcellona novembre 1979 | Portogallo | 1 – 2 | Spagna | Palau Blaugrana |

| Barcellona novembre 1979 | Portogallo | 0 – 0 | Svizzera | Palau Blaugrana |

| Barcellona novembre 1979 | Spagna | 10 – 0 | Svizzera | Palau Blaugrana |

### Classifica
|    | Squadra        | PT | G | V | N | P | GF | GS | Diff. |
| -- | -------------- | -- | - | - | - | - | -- | -- | ----- |
| 1. | Spagna         | 16 | 8 | 8 | 0 | 0 | 41 | 11 | +30   |
| 2. | Portogallo     | 13 | 8 | 6 | 1 | 1 | 40 | 9  | +31   |
| 3. | Italia         | 11 | 8 | 5 | 1 | 2 | 30 | 12 | +18   |
| 4. | Paesi Bassi    | 10 | 8 | 5 | 0 | 3 | 26 | 22 | +4    |
| 5. | Svizzera       | 7  | 8 | 2 | 3 | 3 | 23 | 21 | +2    |
| 6. | Germania Ovest | 7  | 8 | 2 | 3 | 3 | 25 | 26 | -1    |
| 7. | Belgio         | 6  | 8 | 3 | 0 | 5 | 18 | 38 | -20   |
| 8. | Francia        | 4  | 8 | 1 | 2 | 5 | 19 | 42 | -23   |
| 9. | Inghilterra    | 0  | 8 | 0 | 0 | 8 | 11 | 52 | -41   |

## Campioni
| Campione d'Europa 1979 |
| ---------------------- |
| Spagna 6º titolo       |